# Windows Defender ファイアウォール
Windows Defender ファイアウォール（英語: Windows Defender Firewall）はMicrosoft Windowsのソフトウェアコンポーネントで、パケットフィルタリングによるパーソナルファイアウォールを提供する。Windows XPおよびWindows Server 2003で最初に搭載された。Windows XP Service Pack 2がリリースされるまでインターネット接続ファイアウォール (Internet Connection Firewall ; ICF) という名称であり、Windows 10のver.1709 (Fall Creators Update) まではWindows ファイアウォールという名称であった。

## 概要
2001年10月にWindows XPが出荷された時点では「インターネット接続ファイアウォール」として限定的なファイアウォール機能が搭載されていた。これは後方互換性のため既定では無効に設定されていた。その設定項目はネットワーク設定画面の中にあり、多くのユーザーにとって見つけにくい場所にあった。2003年中頃、BlasterワームがRPC Windowsサービスの欠陥を悪用して多くのWindowsマシンに攻撃を仕掛けた。数ヶ月後、Sasserも同様にして猛威を振るった。2004年にかけて蔓延したこれらのワームは、パッチを適用していないマシンに数分ほどで感染していった。このような事態およびマイクロソフトが脅威からユーザーを保護する施策が不十分であったことに対する批判から、マイクロソフトはWindows XP標準ファイアウォールの機能とインターフェイスを改善し、「Windows ファイアウォール」に改名してWindows XP SP2より既定で有効になった。
各ネットワークインタフェースについて3つのうちから1つのプロファイルが自動で選択される。
- パブリック - ネットワークはインターネットと共有された状態にある。最も制限されるプロファイル。
- プライベート - ネットワークはインターネットから隔離されており、パブリックよりも内部接続の制限が緩い。ローカルの管理者でないとネットワークをプライベートプロファイルに設定することはできない。
- ドメイン - 最も制限の緩いプロファイル。ファイル共有などの内部接続を許可する。ドメインプロファイルはローカルコンピューターで信頼されるドメインネットワークに接続されたときに自動で選択される。

Windows ファイアウォール機能はCOMオブジェクト指向APIを通して制御・設定できる。また、netshコマンド、GUI管理ツール、グループポリシーからも設定できる。

## バージョン

### Windows Neptune
未発売のWindows Neptuneにおいて、ファイアウォール機能が搭載された。これはWindows XPのものと似ていた。

### Windows XP
Windows ファイアウォールは最初にWindows XP Service Pack 2の一部として追加された。有線、無線、VPN、FireWireといったいずれの種類のネットワーク接続も、既定ではファイアウォールが有効になっており、あらかじめローカルネットワーク上のマシンからの接続を許可する例外がいくつか登録されている。また、ウィンドウの脆弱性である、ネットワーク接続作成後の数秒間ファイアウォールポリシーが有効にならない問題が修正されている。数多くの項目がグループポリシーに追加され、Windowsのシステム管理者は企業大レベルでWindows ファイアウォールを設定できるようになった。XPのファイアウォールは外部への接続はブロックできず、内部への接続をブロックする機能しか持たない。また、IPv6通信のフィルター機能はない。

### Windows Vista
Windows Vistaでは企業環境でのWindows ファイアウォールの柔軟性に関する多くの懸念に対処した改善が行われている。
- Windows Filtering Platform（英語版） (WFP) に基づくファイアウォール。
- 多くの詳細設定やリモート管理ができる、新しいスナップイン管理コンソール「セキュリティが強化された Windows ファイアウォール」。
- 電話を掛けさせるスパイウェアやウイルスの増加を受けて実装された、外部へのパケットのフィルタリング。
- 発信元、送信先IPアドレスやポートの範囲といったルールを指定できる、強化されたパケットフィルター。
- 完全なファイルパスを指定しなくても、一覧からサービス名を選ぶだけでルールを設定できるようになった。
- IPsecを完全に統合。セキュリティ証明書、ケルベロス認証などに基づく接続の許可・拒否。あらゆる種類の接続で暗号化を必須にすることができるようになった。
- ファイアウォールプロファイルの管理インターフェイスを改善。ネットワーク接続ごとにパブリック、プライベート、ドメインの3つのファイアウォールプロファイルを指定するようになった。
- IPv6接続のフィルタリング。

### Windows Server 2008およびWindows 7
複数のアクティブなプロファイルやトンネル認証の強制など、いくつかの機能強化。